# حركة الاتحاد الإسلامي
حركة الاتحاد الإسلامي هي جماعة إسلامية مسلحة في الصومال تأسست 1984، تعتبرها الولايات المتحدة منظمة إرهابية، وكذلك المملكة المتحدة، ونيوزيلندا.

## التاريخ
تأسست حركة الاتحاد الاسلامي عام 1983 نتيجة لاندماج الجماعة الإسلامية التي نشطت في جنوب الصومال، وحركة وحدة الشباب الإسلامي التي نشطت في شمال الصومال، واختير الشيخ علي ورسمة حسن رئيسا لحركة الاتحاد الإسلامي.
خرجت حركة الاتحاد الإسلامي بهدف إنشاء دولة إسلامية في القرن الأفريقي. كما كانت الحركة نشطة في إنشاء المحاكم الشرعية.
في سنة 1986 اعتقل حسن أويس مع مجموعة من قادة حركة الاتحاد الإسلامي -التي تأسست عام 1983 وكانت تمارس العمل السري- لنشاطه الإسلامي في أوساط الجيش والمجتمع. حكم عليه بالإعدام سنة 1987 م، بتهمة الدعوة إلى «أسلمة» المجتمع وإرجاعه إلى الحكم الإسلامي. ثم خفف الحكم عنه إلى السجن المؤبد بتدخل من ولي العهد السعودي آنذاك الأمير عبد الله بن عبد العزيز إثر مناشدة من العالم الشيخ عبد العزيز بن باز. ثم أفرج عنه في 1988 بعد ثلاث سنوات من الاعتقال إثر ضغوط دولية على زياد بري لإطلاق سراح السجناء السياسيين. إثر انهيار نظام سياد بري في 1991 مارس نشاطه الإسلامي علناً عبر حركة الاتحاد الإسلامي التي خاضت قتالاً مع بعض الفصائل الصومالية وأمراء الحرب الأخرى ن، وكان من بين تلك الفصائل فصيل الرئيس الانتقالي الحالي عبد الله يوسف الذي أسره الاتحاد الإسلامي عام 1994 ولكنه أفرج عنه لاحقا بعد عدة أيام تلبية لشفاعات قبلية وشرعية في الصومال.
بحلول عام 1994 نشطت حركة الاتحاد في المنطقة الصومالية بإثيوبيا، وكان أكثر نشاطًا في المنطقة الواقعة بين قبري دهار ودانان وكيلافو ودجيبابور، وأرسل الاتحاد وفدًا إلى مؤتمر السلام والوحدة للأمة الصومالية، الذي انعقد في فبراير 1995 في كيبري ديهار، حيث تعهدوا فيه بالتعهدات التي تتسبب في توقف المنظمة فعليًا عن الوجود كقوة سياسية وعسكرية داخل أوغادين. نفذت الحركة محاولة اغتيال وزير النقل والاتصالات آنذاك عبد المجيد حسين في عام 1996. وداهموا مناطق في منطقة جيجيجا التي تسيطر عليها عشيرة أوغادين.
حلت حركة الاتحاد الإسلامي نفسها عام 1996، وانسحب معظم قادتها من العمل المسلح ما عدا فريق قاده حسن أويس
أصبح حسن أويس أحد قادة اتحاد المحاكم الإسلامية، الذي سيطر على مقديشو في يونيو 2006 بعد عدة أشهر من القتال، كما قاد بعد ذلك تحالف إعادة تحرير الصومال جناح أسمرة.

## اتهامات أمريكية للحركة
نقل مقال نشر في سان فرانسيسكو كرونيكل في 16 ديسمبر 2001 عن مسؤولي مخابرات لم تذكر أسماءهم زعموا أن الحركة كانت مرتبطة بشكل كبير بشركة البركات، وصفت صحيفة سان فرانسيسكو كرونيكل شركة البركات بأنها مؤسسة تجارية وتحويل الأموال مقرها الصومال، وقال وزير الخزانة الأمريكي السابق بول أونيل أن البركات أحد ممولي الحركة.
وفقًا لمسؤولي المخابرات الأمريكية، تعاون الاتحاد مع نشطاء القاعدة الذين نفذوا تفجيرات سفارتي الولايات المتحدة في نيروبي ودار السلام عام 1998 والتي أسفرت عن مقتل 224 شخصًا.